# Бушбакридж (местный муниципалитет)
Бушбакридж (англ. Bushbuckridge) — местный муниципалитет в районе Эхланзени провинции Мпумаланга (ЮАР). Административный центр — Мкхухлу. Название муниципалитет получил из-за больших стад антилоп, которые водятся в этих местах.

## География
Бушбакридж граничит с муниципалитетом округа Мопани провинции Лимпопо на севере, с Мозамбиком на востоке, местными муниципалитетами Мбомбела и Нкомази на юге, а также с местными муниципалитетами Таба Чве и Маруленг на западе.
В закон от 2013 года была внесена поправка о корректировке границы между муниципальным районом Мбомбела (MP322) и местными муниципалитетами Бушбакриджа (MP325), который одобрили только в 2016 году.